# 낙안 김씨
낙안 김씨(樂安金氏)는 전라남도 순천시 낙안면을 본관으로 하는 한국의 성씨이다.
시조 김수징(金粹澄)은 신라 경순왕의 세째 아들 김명종의 12세손으로, 고려에서 서북계의 반란을 진압해 낙안군(落安君)에 봉해졌다.

## 참고 자료
- “낙안김씨(樂安金氏)”. 뿌리를 찾아서.[깨진 링크(과거 내용 찾기)]